# 2018 AH
2018 AH è la designazione data all'asteroide di circa 81 m che il 2 gennaio 2018 transitò a poco più di 300000 km dalla Terra, circa quattro quinti della distanza del pianeta stesso dalla Luna, diventando, per dimensioni, il secondo maggiore tra quelli transitati a meno di una distanza lunare.
2018 AH è stato scoperto solo due giorni dopo il suo massimo avvicinamento, poiché osservato dalla Terra proveniva da un punto in prossimità del Sole e quindi non visibile. Successivamente l'osservazione è potuta proseguire fin oltre meta febbraio, fornendo complessivamente, compreso una prescoperta di un giorno, un arco temporale di 46 giorni.